# كريستين وايت (ممثلة)
كريستين وايت (بالإنجليزية: Christine White)‏ هي ممثلة أمريكية، ولدت في 4 مايو 1926 في واشنطن العاصمة في الولايات المتحدة، وتوفي بنفس المكان في 14 أبريل 2013.

## وصلات خارجية
- كريستين وايت على موقع IMDb (الإنجليزية)
- كريستين وايت على موقع قاعدة بيانات برودواي على الإنترنت (الإنجليزية)
- كريستين وايت على موقع قاعدة بيانات الفيلم (الإنجليزية)